# Вачагето (Новара)
Вачагето је насеље у Италији у округу Новара, региону Пијемонт.
Према процени из 2011. у насељу је живело 72 становника. Насеље се налази на надморској висини од 484 м.